# Eustácio Maleíno
Eustácio Maleíno (em grego medieval: Εὐστάθιος Μαλεΐνος) foi um importante general bizantino e um dos mais ricos e influentes membros da aristocracia militar anatólia durante o final do século X. Manteve postos administrativos e militares seniores no Oriente, e esteve envolvido nas rebeliões aristocráticas contra o imperador Basílio II Bulgaróctono (r. 976–1025), lutando contra Bardas Esclero, mas apoiando a revolta de seu sobrinho Bardas Focas, o Jovem. Após o fracasso do último, não foi punido, mas sua imensa fortuna acabou por causar sua queda, com Basílio confinando-o numa mansão em Constantinopla e confiscando seus bens após sua morte.

## Biografia

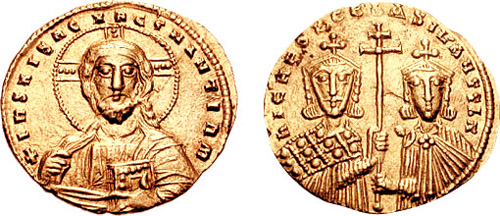
Histameno de ouro de r.. Basílio II, o genro e coimperador júnior de Nicéforo II, está representado no reverso

Eustácio era filho de Constantino Maleíno, um general sênior e governador do tema da Capadócia. A família Maleíno havia se tornado por esse tempo, principalmente através da estreita associação com a família Focas, uma das famílias mais importantes e influentes da aristocracia fundiária da Ásia Menor, que forneceu ao império muitos de seus generais. Assim, Eustácio podia contar tanto com a considerável autoridade de sua família como com sua experiência em assuntos militares para assegurar um alto cargo. Tornou-se estratego do Tema de Licando, antes de seu primo, o imperador Nicéforo II Focas (r. 963–969), nomeá-lo, junto com seu posto original, como o primeiro governador bizantino (duque) de Antioquia após a cidade ser tomada pelo Império Bizantino em outubro de 969. Cerca de um anos depois do assassinato de Nicéforo II em dezembro de 969, Maleíno foi transferido por seu sucessor, João I Tzimisces, (r. 969–976) para Tarso, na Cilícia, um posto que ainda mantinha em 976, quando o jovem Basílio II tornou-se imperador sênior.
A ascensão de Basílio II ao governo imperial não foi bem aceita pela aristocracia militar, cujos membros, apoiados pelo exército, suas grandes propriedades e suas extensas redes de clientes, havia dominado o poder durante os trinta anos anteriores, quando Nicéforo Focas e João Tzimisces governavam como protetores nominais de Basílio e seu irmão  mais novo, Constantino VIII. Assim, logo após a morte de Tzimisces em janeiro de 976, seu principal apoiante, o doméstico das escolas Bardas Esclero foi declarado imperador. Maleíno, um adepto de Focas e por conseguinte adversário dos aliados de Tzimisces, manteve-se leal a Basílio. Embora não tenha conseguido evitar adequadamente a eclosão da rebelião de sua base original - a região à volta de Melitene através do Antitauro - e de ter sofrido uma pesada derrota frente aos rebeldes no final do verão de 976, Maleíno continuou a servir como um general leal até a supressão final da revolta em 979.

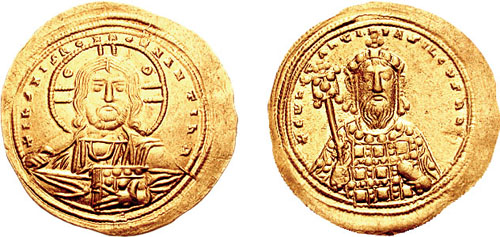
Histameno de r.

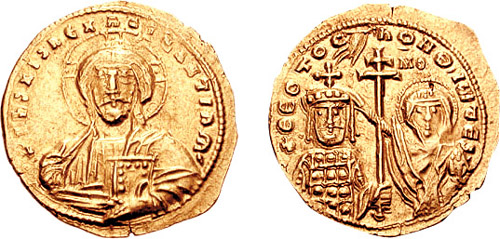
Histameno de r.

Contudo, para conter com sucesso o rebelde, Basílio e seu importante ministro, o paracemomeno Basílio Lecapeno, foram forçados a chamar de volta do exílio o general Bardas Focas, o Jovem, o sobrinho do imperador Nicéforo II, em 978 e o nomearam comandante dos exércitos orientais. Após sua vitória sobre Esclero, Focas e seus adeptos começaram a conspirar para derrubar o imperador. O conflito não eclodiu imediatamente, mas ambos os lados estabeleceram aquilo que o historiador Mark Whittow considerou uma "guerra fria". Em 985, o imperador agiu, começando por demitir ou demover uma série de generais orientais leais à família Focas: o próprio Bardas Focas foi rebaixado para duque de Antioquia e Eustácio Maleíno foi dispensado do exército. Em 986, todavia, após a humilhante derrota de Basílio contra os búlgaros na batalha da Porta de Trajano e o retorno de Esclero do exílio em Bagdá, o imperador foi forçado a renomear Bardas Focas como comandante-em-chefe do Oriente. Bardas logo atraiu ardilosamente Esclero para uma reunião e o prendeu, mas agora o conflito decisivo pelo trono era inevitável: em 15 de agosto ou 14 de setembro de 987, na casa de Maleíno no tema de Carsiano, os líderes reunidos das famílias aristocráticas proclamaram Focas como imperador.
A rebelião de Focas espalhou-se rapidamente por toda a Anatólia. Finalmente Basílio, desesperadamente necessitado de tropas leais, concluiu uma aliança matrimonial com o Rússia de Quieve: em troca de sua irmã Ana Porfirogênita, Vladimir I de Quieve (r. 980–1015) enviou 6 000 varegues com os quais Basílio conseguiu subjugar a revolta, com o próprio Focas caindo em batalha. À exceção de alguns ajudantes dos rebeldes, Basílio tratou de forma relativamente generosa os apoiantes dos Focas. Assim, apesar de ser um dos mais proeminentes adeptos de Focas, Maleíno foi autorizado a manter seu título cortesão de magistro e suas extensas propriedades (fontes árabes registram que uma delas se estendia de Claudiópolis, na Bitínia, até o rio Sangário, cobrindo cerca de 115 quilômetros quadrados).
Em 995, quando o imperador Basílio II retornou de sua campanha contra o Califado Fatímida na Síria, ele ficou nas propriedades de Maleíno, que supriu suntuosamente, com seus próprios recursos, as necessidades da comitiva imperial e de todo o exército. Basílio, que ficou muito impressionado e alarmado pela demonstração de riqueza e poder, levou Maleíno consigo para Constantinopla como um refém virtual, e, em janeiro de 996, emitiu uma nova lei contra a apropriação ilegal de terras de aldeias comunais pela aristocracia fundiária, os então chamados dínatos ("os poderosos"), em uma tentativa de reduzir-lhes o poder. Confinado doravante à capital, Maleíno foi bem tratado, mas, nas palavras do cronista João Escilitzes, "fornecendo-o abundantemente de tudo o que precisava, Basílio prendeu Eustácio como se ele fosse um animal selvagem em uma gaiola". Após sua morte, suas propriedades e fortuna foram confiscados pelo imperador.